# Дьяков, Виталий Александрович
Вита́лий Алекса́ндрович Дья́ков (род. 31 января 1989, Краснодар) — российский футболист, защитник.

## Карьера

### Клубная
Воспитанник краснодарского футбола. Летом 2006 года перешёл в московский «Локомотив», но не смог закрепиться в составе молодёжной команды и весной 2007 года был отдан в аренду клубу «Сочи-04». Весной 2008 года отправился в аренду в команду «Губкин».

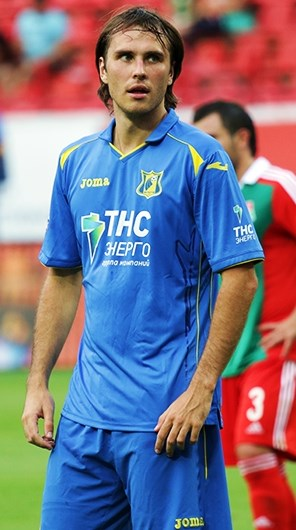
Дьяков в «Ростове»

Вернувшись в «Локомотив» в 2009 году, был взят главным тренером команды Рашидом Рахимовым в основной состав, где дебютировать не удалось. 13 марта 2009 года в игре с «Химками» (2:2) Дьяков дебютировал в молодёжном первенстве России — вышел на поле в стартовом составе, на 15 минуте игры забил гол с пенальти, а перед вторым таймом был заменён на Семёна Фомина.
В 2010 году вновь отправился в аренду — в «Локомотив-2». Дебютировал за клуб 18 апреля в матче с владимирским «Торпедо» (0:2). Первый гол забил 5 сентября в ворота ивановского «Текстильщика».
В 2011 году, после того как тренером «Локомотива» стал Юрий Красножан, Дьяков вновь стал привлекаться к тренировкам с основным составом,. но начал сезон в молодёжном состав. Команда стала победителем первенства, а Дьяков — лучшим игроком молодёжного состава. Сыграл 27 матчей, в которых забил 9 мячей, 3 из которых с пенальти, был капитаном команды.
В декабре 2011 года стало известно, что Дьяков, а также его партнёры по команде Георгий Нуров, Дмитрий Полоз и Роман Быков отказались продлевать контракты с клубом и покинули «Локомотив». Позже президент команды Ольга Смородская призналась, что не верит в то, что всем вышеперечисленным футболистам удастся реализовать свой потенциал.
27 января 2012 года заключил трёхлетний контракт с клубом «Ростов». 27 апреля в игре с «Тереком» (1:1) дебютировал в премьер-лиге — провёл на поле весь матч.
7 июня 2015 года оформил хет-трик в стыковом матче против «Тосно» за право играть в премьер-лиге.
С конца июня 2015 года тренировался с московским «Динамо», после некоторых трудностей все же подписал контракт на три года.
27 июня 2016 года стало известно, что Дьяков на правах аренды в сезоне 2016/17 будет играть в «Томи». Дебютировал 1 августа в матче с «Краснодаром». Первый гол забил 17 сентября в ворота тульского «Арсенала».
14 июля 2017 года подписал двухлетний контракт с «Сивасспором», в сентябре 2018 расторг соглашение.
В феврале 2019 года перешёл в минское «Динамо», но уже в июне покинул клуб.
Зимой 2020 года по приглашению тренера «Спартака-2» Романа Пилипчука подписал контракт до конца сезона
2019/20, чтобы помочь клубу не вылететь из ФНЛ. 26 мая 2020 года стало известно, что «Спартак» не будет продлевать контракт с Дьяковым и он покинет «Спартак-2» 31 мая. Однако, 1 августа 2020 года было объявлено о том, что Дьяков продолжит выступление за «Спартак-2», футболист был внесён в заявку команды на сезон 2020/21. 17 марта 2021 года Дьяков был исключён из заявки команды на первенство ФНЛ по решению тренерского штаба. 18 марта 2021 года Дьяков и «Спартак» расторгли контракт по обоюдному согласию сторон.
21 июня 2022 года объявил о завершении карьеры. После этого стал выступать в медиафутболе за такие команды, как Broke Boys, GOATS, «Деньги». В «Деньгах» был исполняющим обязанности главного тренера. В 2024—2025 годах — главный тренер Broke Boys. После конфликта с президентом Медиалиги Дьяков получил пожизненную дисквалификацию в МФЛ.

### В сборной
В 2012 году провёл два матча за вторую сборную России.

## Достижения

### Клубные
«Локомотив» (Москва)
- Победитель молодёжного первенства России: 2011

«Ростов»
- Обладатель Кубка России: 2013/14

## Статистика

### Клубная
| Выступление        | Выступление      | Выступление      | Лига | Лига | Кубки | Кубки | Еврокубки | Еврокубки | Прочие | Прочие | Итого | Итого |
| Клуб               | Лига             | Сезон            | Игры | Голы | Игры  | Голы  | Игры      | Голы      | Игры   | Голы   | Игры  | Голы  |
| ------------------ | ---------------- | ---------------- | ---- | ---- | ----- | ----- | --------- | --------- | ------ | ------ | ----- | ----- |
| Сочи-04            | 2. Дивизион      | 2007             | 22   | 3    | 2     | 0     | 0         | 0         | 0      | 0      | 24    | 3     |
| Сочи-04            | Итого            | Итого            | 22   | 3    | 2     | 0     | 0         | 0         | 0      | 0      | 24    | 3     |
| Губкин             | 2. Дивизион      | 2008             | 21   | 2    | 2     | 1     | 0         | 0         | 0      | 0      | 23    | 3     |
| Губкин             | Итого            | Итого            | 21   | 2    | 2     | 1     | 0         | 0         | 0      | 0      | 23    | 3     |
| Локомотив-2        | 2. Дивизион      | 2010             | 24   | 4    | 1     | 0     | 0         | 0         | 0      | 0      | 25    | 4     |
| Локомотив-2        | Итого            | Итого            | 24   | 4    | 1     | 0     | 0         | 0         | 0      | 0      | 25    | 4     |
| Ростов             | Премьер-лига     | 2011/12          | 4    | 0    | 0     | 0     | 0         | 0         | 2      | 0      | 6     | 0     |
| Ростов             | Премьер-лига     | 2012/13          | 25   | 2    | 3     | 0     | 0         | 0         | 1      | 0      | 29    | 2     |
| Ростов             | Премьер-лига     | 2013/14          | 29   | 4    | 3     | 0     | 0         | 0         | 0      | 0      | 32    | 4     |
| Ростов             | Премьер-лига     | 2014/15          | 29   | 4    | 2     | 0     | 2         | 0         | 2      | 3      | 35    | 7     |
| Ростов             | Итого            | Итого            | 87   | 10   | 8     | 0     | 2         | 0         | 5      | 3      | 102   | 13    |
| Динамо (Москва)    | Премьер-лига     | 2015/16          | 20   | 3    | 3     | 0     | 0         | 0         | 0      | 0      | 23    | 3     |
| Динамо (Москва)    | Итого            | Итого            | 20   | 3    | 3     | 0     | 0         | 0         | 0      | 0      | 23    | 3     |
| Томь               | Премьер-лига     | 2016/17          | 14   | 1    | 0     | 0     | —         | —         | —      | —      | 14    | 1     |
| Томь               | Итого            | Итого            | 14   | 1    | 0     | 0     | —         | —         | —      | —      | 14    | 1     |
| Сивасспор          | Суперлига        | 2017/18          | 11   | 1    | 3     | 1     | —         | —         | —      | —      | 14    | 2     |
| Сивасспор          | Итого            | Итого            | 11   | 1    | 3     | 1     | —         | —         | —      | —      | 14    | 2     |
| Динамо (Минск)     | Высшая лига      | 2019             | 10   | 1    | 4     | 0     | —         | —         | —      | —      | 14    | 1     |
| Динамо (Минск)     | Итого            | Итого            | 10   | 1    | 4     | 0     | —         | —         | —      | —      | 14    | 1     |
| Спартак-2 (Москва) | ФНЛ              | 2019/20          | 2    | 1    | —     | —     | —         | —         | —      | —      | 2     | 1     |
| Спартак-2 (Москва) | ФНЛ              | 2020/21          | 28   | 3    | —     | —     | —         | —         | —      | —      | 28    | 3     |
| Спартак-2 (Москва) | Итого            | Итого            | 30   | 4    | —     | —     | —         | —         | —      | —      | 30    | 4     |
| Всего за карьеру   | Всего за карьеру | Всего за карьеру | 239  | 30   | 23    | 2     | 2         | 0         | 5      | 3      | 269   | 35    |